# Jozef Gašpar
Jozef Gašpar (Rožňava, 23 de agosto de 1977) es un exfutbolista eslovaco que se desempeñaba como defensa.
Jugó para clubes como el FK Inter Bratislava, Vegalta Sendai, ŠK Slovan Bratislava, Diósgyőri VTK, Panionios de Atenas, AO Kerkyra, Ethnikos Asteras y Vasas Budapest SC.

## Trayectoria

### Clubes
| Club                 | País       | Año         |
| -------------------- | ---------- | ----------- |
| FK Inter Bratislava  | Eslovaquia | 2000 - 2003 |
| Vegalta Sendai       | Japón      | 2004        |
| ŠK Slovan Bratislava | Eslovaquia | 2004        |
| Diósgyőri VTK        | Hungría    | 2005        |
| ŠK Slovan Bratislava | Eslovaquia | 2005 - 2006 |
| Panionios de Atenas  | Grecia     | 2006 - 2008 |
| AO Kerkyra           | Grecia     | 2008        |
| Ethnikos Asteras     | Grecia     | 2008 - 2009 |
| Vasas Budapest SC    | Hungría    | 2009 - 2012 |